# 馮妙真
冯妙真（1198年—1221年），金朝女性人物，刑部尚书冯延登之女。
十八岁时，嫁给了进士张慥。興定五年（1221年），张慥为洛川主簿。蒙古兵攻破葭州、绥德，于是进入鄜延。鄜州人震恐，准备坚守，守臣以西路运送粮草不能按时到达，行文让张慥到平凉督办。冯延登为平凉行省员外郎，张慥想要带冯妙真前往，冯妙真推辞：“公婆年老。虽有弟媳，妾不能安。你走吧，妾留下奉养。”十一月，洛川城破，冯妙真从公婆藏在窟室，蒙古兵找到了他们。冯妙真哭着与公婆诀别：“我生不逢时，不得终执箕帚，义不从辱。”于是携三子赴井自杀。县人自杀者数十人。第二年春，张慥挖井得尸，葬在县城东郭外。冯妙真死时，年二十四岁。